# Gorgone gemina
Gorgone gemina är en fjärilsart som beskrevs av Walker 1865. Gorgone gemina ingår i släktet Gorgone och familjen nattflyn. Inga underarter finns listade i Catalogue of Life.